# Jascha Horenstein
Jascha Horenstein  est un chef d'orchestre russe, né le 6 mai 1898 à Kiev (Empire russe, aujourd'hui Ukraine) et mort le 2 avril 1973 à Londres.

## Biographie
Sa famille, avec sa mère autrichienne, se rend en 1911 à Vienne, où il étudie avec Franz Schreker et Joseph Marx. Puis il part à Berlin afin de devenir l'assistant de Wilhelm Furtwängler. Dans les années 1920 il est invité à diriger l'Orchestre symphonique de Vienne ainsi que Orchestre philharmonique de Berlin. Il est nommé à la tête de l'Opéra de Dusseldorf en 1928.
À cause de l'avènement des nazis il s'exile aux États-Unis en 1940 et dirige les plus grandes formations américaines.

## Répertoire
Horenstein a défendu le répertoire contemporain, avec notamment la première de l'arrangement pour cordes en trois mouvements de la Suite lyrique d'Alban Berg ou la première française de son opéra Wozzeck (en 1950). Il s'est également illustré dans les symphonies d'Anton Bruckner (notamment les symphonies 1 et 3) et de Gustav Mahler qu'il a dirigées dès 1922. Il a aussi gravé une belle version de la symphonie Mathis le peintre de Paul Hindemith avec l'Orchestre symphonique de Londres.